# Енряку (ненґо)
Енряку (яп. 延暦 - енряку, "подовжений календар") — ненґо, девіз правління імператора Японії з 782 по 806 роки. 

## Хронологія
- 1 рік (782) — Повстання Хікамі но Кавацуґу;
- 3 рік (784) — Перенесення столиці з міста Нара до міста Наґаока;
- 4 рік (785) — Вбивство Фудзівари Танецуґу під час будівництва палацу в Наґаока;
- 7 рік (788) — Заснування монастиря Енрякудзі монахом Сайтьо;
- 13 рік (794) — Перенесення столиці з міста Наґаока до міста Кіото;
- 16 рік (797) — Завоювання сьоґуном Саканоуе но Тамурамаро народів едзо регіону Тохоку. На завойованих землях збудовано фортецю Ісава та адміністративний центр Тіндзюфу.
- 16 рік (797) — Завершено хроніку "Сьоку Нінонґі";
- 19-21 роки (800～802) - Виверження вулкану Фудзі;
- 23 рік (804年) — Відрядження монахів Сайтьо і Кукая до китайської імперії Тан;
- 25 рік (806) — смерть імператора Канму.

## Порівняльна таблиця
| Роки Енряку             | 1    | 2    | 3    | 4    | 5    | 6    | 7    | 8    | 9    | 10   |
| Григоріанський календар | 782  | 783  | 784  | 785  | 786  | 787  | 788  | 789  | 790  | 791  |
| Китайський календар     | 壬戌 | 癸亥 | 甲子 | 乙丑 | 丙寅 | 丁卯 | 戊辰 | 己巳 | 庚午 | 辛未 |

| Роки Енряку             | 11   | 12   | 13   | 14   | 15   | 16   | 17   | 18   | 19   | 20   |
| Григоріанський календар | 792  | 793  | 794  | 795  | 796  | 797  | 798  | 799  | 800  | 801  |
| Китайський календар     | 壬申 | 癸酉 | 甲戌 | 乙亥 | 丙子 | 丁丑 | 戊寅 | 己卯 | 庚辰 | 辛巳 |

| Роки Енряку             | 21   | 22   | 23   | 24   | 25   |
| Григоріанський календар | 802  | 803  | 804  | 805  | 806  |
| Китайський календар     | 壬午 | 癸未 | 甲申 | 乙酉 | 丙戌 |